# 蘆別車站
蘆別車站（日语：／ Ashibetsu eki */?）是位於北海道蘆別市本町的北海道旅客鐵道（JR北海道）根室本線的鐵路車站。車站編號為T26。電報略號為アシ。是蘆別市的代表車站。
為快速列車「狩勝」的車站。現時包括快速狩勝在內的定期營業列車都會停站，而在夏季行駛的臨時特急列車「富良野薰衣草特快（フラノラベンダーエクスプレス）」亦會停站。

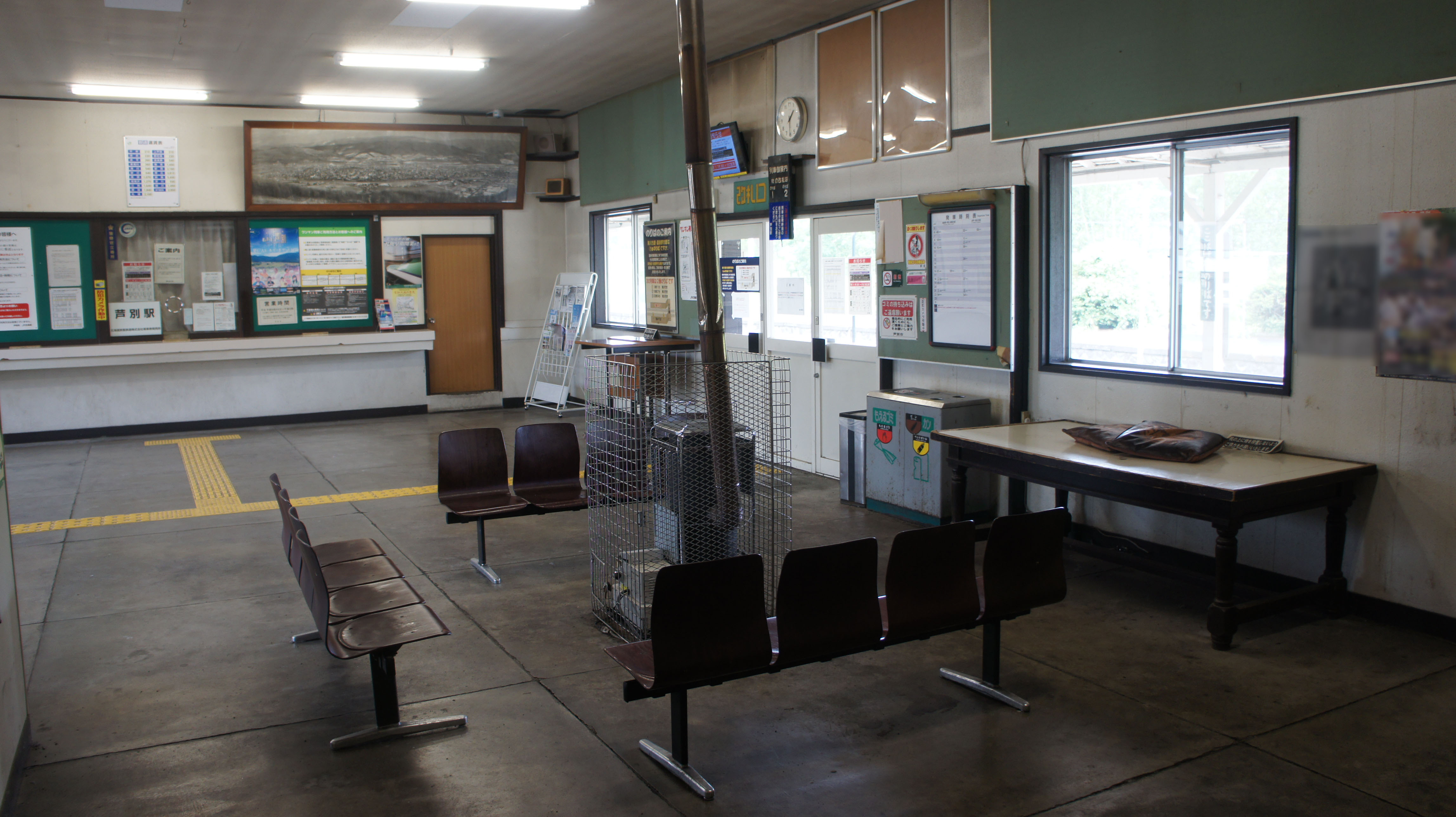
車站內部（2018年7月）

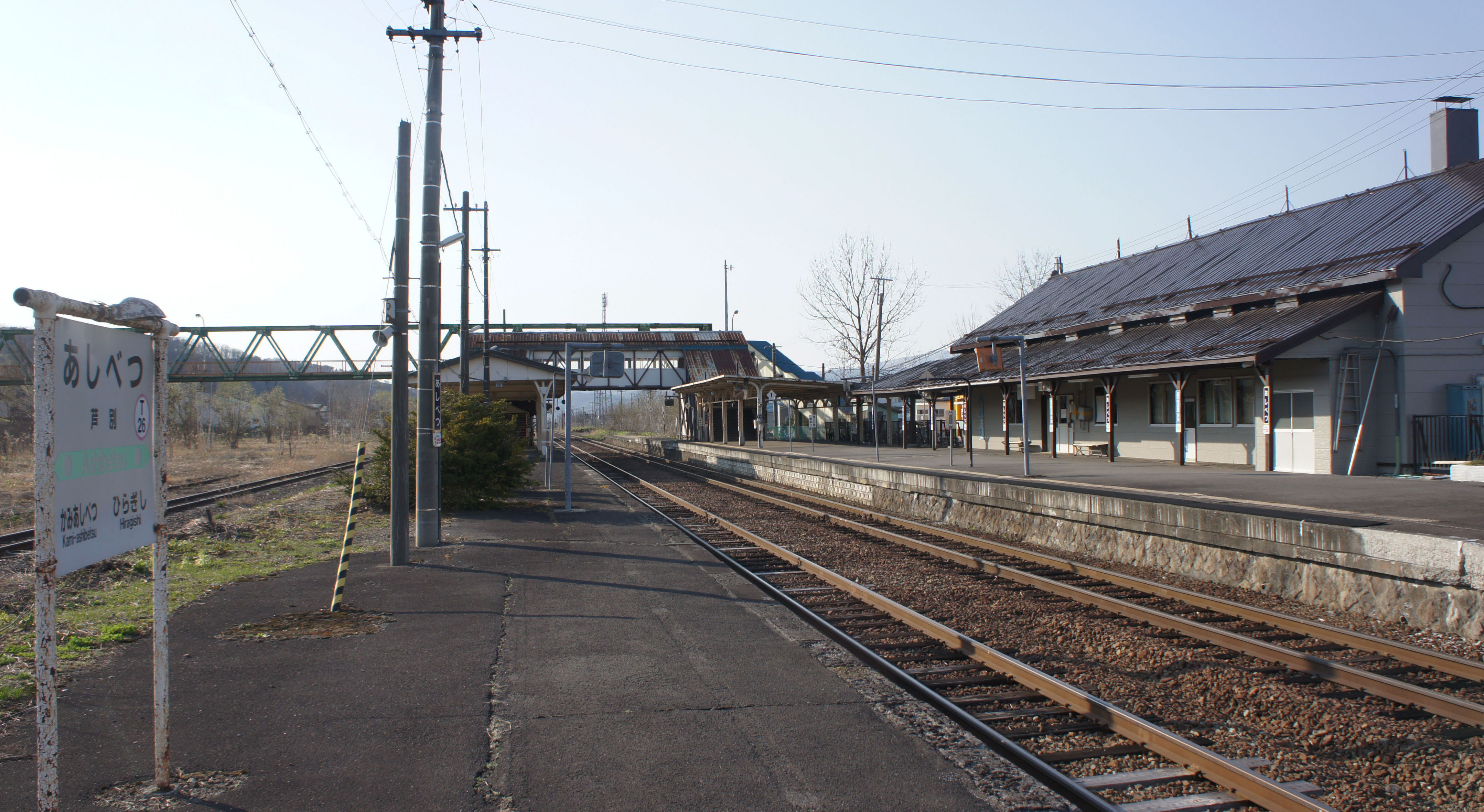
月台（2019年4月）

## 歷史
- 1913年（大正2年）11月10日 - 下富良野線（後來的根室本線）開始通行，同時野花南車站、奔茂尻車站（後來的瀧里車站，被廢除）及下蘆別車站開始營業。一般車站。
- 1940年（昭和15年）11月25日 - 三井礦山專用鐵路下蘆別（蘆別）～西蘆別（三井蘆別）之間開始營業。
- 1945年（昭和20年）12月 - 三井礦山專用鐵路三井蘆別～頼城之間開始營業。
- 1946年（昭和21年）5月1日 - 改稱為蘆別車站。
- 1949年（昭和24年）1月20日 - 三井礦山專用鐵路（蘆別～頼城）開始旅客服務。
- 1960年（昭和35年）10月1日 - 三井礦山專用鐵路由三井蘆別鐵道繼承。
- 1972年（昭和47年）5月31日 - 三井蘆別鐵道停止客運服務。
- 1985年（昭和60年）3月14日 - 廢除行李處理。
- 1986年（昭和61年）11月1日 - 除了三井蘆別鐵路的連絡載貨列車外，廢除貨物處理。
- 1987年（昭和62年）4月1日 - 國鐵分割民營化後，由JR北海道繼承。
- 1989年（平成元年）3月26日 - 三井蘆別鐵道全線廢止。
- 1989年（平成元年）3月27日 - 廢止三井蘆別鐵道連絡載貨列車。

## 車站構造
蘆別車站為擁有2個側式月台及2條鐵路路線的地面車站。此外，車站大樓對面曾經有1個島式月台，供3號線三井蘆別鐵道的列車停靠及行駛。
車站業務由北海道JR服務網所管理，營業時間為平日7時00分～18時00分，其他時間及假期休息，並且制定列車及目的地等收費。並設置綠窗口。

## 車站周邊
- 北海道道788號蘆別停車場線
- 國道38號
- 國道452號
- 道之驛蘆別星廣場
- 蘆別市政府
- 蘆別警察署
- 蘆別警察署車站前派出所
- 蘆別郵政局（併設日本郵政瀧川分店配送據點）
- 北門信用金庫蘆別分店
- 北洋銀行蘆別分店
- 北海道鈉行蘆別分店
- 瀧川農業協同組合（JA）蘆別中央分店
- 日本通運蘆別營業中心
- 百年紀念館
- 北之京蘆別
- 旭丘公園
- 宇宙塔（コズミックタワー）
- 蘆別市健民中心
- 蘆別市消防總部、蘆別市消防署
- 蘆別市立蘆別小學
- 北海道蘆別高等學校
- 蘆別滑雪場「蘆別車站前」站（車站前）
- 空知交通「蘆別」站（沿國道38號線）

## 相鄰車站
北海道旅客鐵道（JR北海道）
■根室本線
快速（包括「狩勝」）
茂尻（T24）－蘆別（T26）－上蘆別（T27）
普通
平岸（T25）－（高根信號場）－蘆別（T26）－上蘆別（T27）

## 外部連結
- （日語）蘆別車站（JR北海道） （页面存档备份，存于）
- （日語）蘆別車站 （页面存档备份，存于）
- （日語）全驛參觀之旅 （页面存档备份，存于）